# Juan Carlos Silva
Juan Carlos „Torito” Silva Maya (ur. 6 lutego 1988 w mieście Meksyk) – meksykański piłkarz występujący na pozycji lewego, środkowego lub defensywnego pomocnika.

## Kariera klubowa
Silva pochodzi ze stołecznego miasta Meksyk i jest wychowankiem tamtejszego zespołu piłkarskiego Club América. Podczas fazy Apertura sezonu 2006/2007 na zasadzie wypożyczenia występował w drugoligowej filii Amériki – CD Zacatepec, rozgrywając jedenaście spotkań na zapleczu najwyższej klasy rozgrywkowej. Po powrocie do macierzystego klubu za kadencji szkoleniowca Lusa Fernando Teny zadebiutował w meksykańskiej Primera División – 12 sierpnia 2007 w wygranym 6:1 spotkaniu z Jaguares. Po raz pierwszy w lidze wpisał się na listę strzelców w derbowej konfrontacji z Guadalajarą – 28 października 2007, zdobywając dwa gole w wygranym ostatecznie 2:1 spotkaniu. W tym samym roku doszedł z Américą do finału turnieju Copa Sudamericana, gdzie strzelił bramkę w wygranym 2:1 drugim meczu finałowym z argentyńskim Arsenalem de Sarandí.
Wiosną 2011 Silva został wypożyczony na półroczny okres do drużyny Club Necaxa. W prowadzonej przez szkoleniowca Sergio Bueno ekipie rozegrał dziewięć ligowych meczów, nie strzelając bramki, jednak nie zdołał uchronić Necaxy przed spadkiem do Liga de Ascenso. W letnim okienku transferowym tego samego roku, razem ze swoim kolegą klubowym Enrique Esquedą, zasilił zespół CF Pachuca, gdzie pozostawał głębokim rezerwowym i wystąpił w czterech meczach w lidze, we wszystkich jako zmiennik.
W styczniu 2012 Silva podpisał umowę z drugoligowym CF La Piedad.
| Sezon     | Klub         | Kraj   | Rozgrywki        | Mecze | Bramki |
| --------- | ------------ | ------ | ---------------- | ----- | ------ |
| 2006/2007 | CD Zacatepec | Meksyk | Liga de Ascenso  | 11    | 0      |
| 2006/2007 | Club América | Meksyk | Primera División | 0     | 0      |
| 2007/2008 | Club América | Meksyk | Primera División | 21    | 3      |
| 2008/2009 | Club América | Meksyk | Primera División | 24    | 0      |
| 2009/2010 | Club América | Meksyk | Primera División | 15    | 0      |
| 2010/2011 | Club América | Meksyk | Primera División | 3     | 0      |
| 2010/2011 | Club Necaxa  | Meksyk | Primera División | 9     | 0      |
| 2011/2012 | CF Pachuca   | Meksyk | Primera División | 4     | 0      |
| 2011/2012 | CF La Piedad | Meksyk | Liga de Ascenso  |       |        |

## Kariera reprezentacyjna
W 2005 roku Silva został powołany przez selekcjonera Jesúsa Ramíreza do reprezentacji Meksyku U–17 na Młodzieżowe Mistrzostwa Świata w Peru. Podczas tego turnieju pozostawał rezerwowym swojej drużyny, rozgrywając dwa mecze, natomiast Meksykanie triumfowali w światowym czempionacie.
Rok później Silva znalazł się w składzie kadry narodowej U–23 na Igrzyska Ameryki Środkowej i Karaibów, gdzie wystąpił we wszystkich trzech spotkaniach, natomiast Meksyk odpadł z męskich rozgrywek piłkarskich w ćwierćfinale.
W 2007 roku Silva wystąpił w barwach reprezentacji U–20 na Mistrzostwach Świata w Kanadzie. Prowadzona przez Jesúsa Ramíreza meksykańska ekipa zakończyła swój udział w turnieju w 1/8 finału, natomiast młody gracz Amériki trzykrotnie pojawiał się na kanadyjskich boiskach.
W 2008 roku Silva po raz kolejny otrzymał powołanie do kadry Meksyku U–23, tym razem od szkoleniowca Hugo Sáncheza. Wystąpił wówczas w dwóch meczach towarzyskich i dwóch spotkaniach wchodzących w skład eliminacji do Igrzyska Olimpijskie w Pekinie, na które jego drużyna ostatecznie się nie zakwalifikowała.